# Darin Zanyar
Darin Zanyar (født 2. juni 1987 i Stockholm, Sverige) er en svensk popsanger af kurdisk oprindelse.
Darin Zanyar nåede finalen i den svenske udgave af Idol 2004, og skønt han ikke vandt, fik han en kontrakt med Sony BMG og udgav albummet "The Anthem". Siden har han opnået betydelig anerkendelse, og har modtaget flere udmærkelser i Sverige. Syv af hans albums har nået førstepladsen af den svenske albumhitliste, og han er en af Sveriges bedst sælgende kunstnere.

## Privatliv
Begge hans forældre er fra Kurdistan, men både Darin Zanyar og hans søster, Rosa, er født i Sverige.

## Diskografi

### Album
- The Anthem (2005)
- Darin (2005)
- Break the News (2006)
- Flashback (2008)
- Lovekiller (2010)
- Exit (2013)
- Fjärilar i magen (2015)
- Tvillingen (2017)

### Singler
- 2005 – ”Money for Nothing”
- 2005 – ”Why Does It Rain”
- 2005 – ”Step Up"
- 2005 – ”Who’s That Girl”
- 2005 – ”Want Ya!”
- 2006 – ”Perfect”
- 2006 – ”Everything But the Girl”
- 2006 – ”Desire”
- 2007 – ”Insanity”
- 2008 – ”Breathing Your Love” feat. Kat DeLuna
- 2008 – ”See U At The Club”
- 2008 – ”Runaway”
- 2008 – ”What If”
- 2009 – ”Viva la vida”
- 2010 – ”You’re Out of My Life”
- 2010 – ”Can’t Stop Love”
- 2010 – ”Lovekiller”
- 2010 – ”Microphone”
- 2012 – ”Nobody Knows”
- 2012 – ”Stockholm”
- 2012 – ”En apa som liknar dig”
- 2012 – ”I Can’t Get You Off My Mind"
- 2012 – ”Astrologen”
- 2012 – ”Seven Days a Week”
- 2013 – ”Playing with Fire”
- 2013 – ”So Yours”
- 2013 – ”Check You Out”
- 2014 – ”Dream Away” med Eagle-Eye Cherry
- 2014 – ”All Our Babies” med. Sophie Zelmani
- 2014 – ”Mamma Mia”
- 2015 – ”Ta mig tillbaka”
- 2015 – ”Juliet”
- 2016 – ”Lagom”
- 2017 – ”Ja må du leva”
- 2017 – ”Tvillingen”
- 2017 – ”Alla ögon på mig”
- 2018 – ”Astronaut”
- 2018 – "Identitetslös"
- 2019 – "Hög"
- 2019 – "Finns inga ord"
- 2020 – "En säng av rosor"
- 2021 – "Can't Stay Away"
- 2021 – "Holding me more"
- 2021 – "What's Christmas Anyway"